# Associação Atlética Serviço Gráfico
L'Associação Atlética Serviço Gráfico est un club brésilien de football basé à Brasilia dans le District fédéral.

## Palmarès
- Championnat de Brasilia :
  - Champion : 1972

## Liens
- José Ricardo Almeida: Clubes de Brasília: Serviço Gráfico , Almanaque do Futebol Brasiliense, 17/10/2012.